# Illinois Tool Works
Illinois Tool Works Inc. eller ITW är ett amerikanskt Fortune 500-företag som tillverkar fästelement och komponenter, utrustning och specialprodukter. Det grundades 1912 av Byron L. Smith. 
I dag sysselsätter det cirka 48 000 personer i hundratals företag i 55 länder, och har sitt säte i Glenview, Illinois, en förort till Chicago, Illinois. 
ITW har över 17 000 beviljade och väntande patentansökningar över hela världen. Företaget rankas vanligtvis bland de 100 bästa patentidkarna i USA. 